# Petrozavodsk
Petrozavodsk ([Петрозаводск] Napaka: {{Jezik-xx}}: neveljaven parameter: |p= (pomoč); karelsko Petroskoi, vepsko Petroskoi in finsko Petroskoi) je glavno mesto republike Karelije v Rusiji, ki se razteza okrog 27 km vzdolž zahodne obale jezera Onega. Leta 2022 je imelo mesto 280.890 prebivalev.

## Izvor besede
Ime mesta je kombinacija besed Peter (Peter Veliki) in zavod (rusko tovarna).
Predhodno je bil znan kot Šujski zavod (1703–1704) (po reki Šuji) in Petrovskaja Sloboda (1704–1777). Ko je Katarina Velika, v sklopu svoje ozemeljske reforme leta 1777 naselju podelila status mesta, se je to preimenovalo v Petrozavodsk. Pozneje je bil zgrajen neoklasični center mesta.

## Zgodovina
Mesto je bilo ustanovljeno, ker je Peter Veliki potreboval novo livarno jekla za proizvajanje topov in sider za Baltsko floto v času velike severne vojne (1700–1721). Tovarno je 11. septembra 1703 zanj odprl Aleksander Danilovič Menšikov.
Leta 1717 je bila Petrovskaja Sloboda največje naselje v Kareliji (3500 prebivalcev), vendar je po smrti Petra število prebivalcev začelo upadati in leta 1734 je bilo naselje zaprto.
Ko je Katarina Velika leta 1773 ustanovila novo livarno za izdelavo topov, potrebnih za rusko-turške vojne, je naselje ponovno zaživelo.
Med finsko okupacijo v drugo svetovno vojno je bilo mesto znano kot Äänislinna (or Ääneslinna), ne pa po tradicionalnem imenu Petroskoi. 14. oktobra 1941 so oblasti odprle prvo koncentracijsko taborišče. Do osvoboditve je bilo odprtih enajst koncentracijskih taborišč.